# Peyre von Pithié
Die Megalithanlage Peyre von Pithié (auch Peyre von Pittyé; Allée couverte de Fargues oder Dolmen de Lagrabe genannt) liegt im Wald von Caillan, nordöstlich von Fargues im Osten des Département Landes in Frankreich. 

## Interpretation
Die Anlage wird unterschiedlich interpretiert, weshalb sie je nach Standpunkt auch als Allée Couverte de Fargues oder Dolmen de Lagrabe bezeichnet wird. Der okzitanische Namen Peyre von Pithié (Stein von Pithié) bezieht sich genau genommen auf eine wenige Meter vom Zugang entfernt gelegene Platte.
Es ist eine Nordwest-Südost orientierte Anlage, deren ovaler, niedriger Tumulus teilweise erhalten blieb. Die Kammer ist etwa 5,6 m lang, am Eingang 0,75 m und dahinter 1,5 m breit. Sie besteht aus zehn Tragsteinen, von denen acht aus eozänem Sand- und zwei aus Kalkstein bestehen. Der hintere Teil der Kammer war mit zwei benachbarten flachen Fliesen gepflastert. Dass die Konstruktion zu den Galeriegräbern oder Dolmen gehört, ist umstritten.
- Für Alain Beyneix handelt es sich um einen Dolmen simple vom Typ der Westpyrenäen, der den einfachen Caussenard-Dolmen ähnelt, jedoch mit der Variante, bei der die Seitenwände aus zwei oder drei aufeinander liegenden oder ineinander verschachtelten Orthostaten bestehen. Dolmen ist in Frankreich der Oberbegriff für neolithische Megalithanlagen aller Art (siehe: Französische Nomenklatur).
- Für Julia Roussot-Laroque ist es ein klassisches Galeriegrab (Allée couverte) mit parallelen Wänden aus Orthostaten konstanter Höhe. Die Deckenplatten sind verschwunden, aber eine große Platte, die hinter der Anlage liegt, könnte ein Teil davon sein.

## Funde
Die Anlage wird seit 1873 erwähnt und wurde mehrfach geplündert. 1925 erwähnt Pierre-Eudoxe Dubalen, dass er nur einige verkohlte Knochen und Spuren von Asche entdeckt hat. 1976 unternahm J. Roussot-Larroque eine neue Ausgrabung und fand zwei Abschläge aus Feuerstein.

## Folklore
Gemäß der lokalen Überlieferung ist die Mulde des Peyre während bestimmter Mondphasen mit Wasser mit heilenden Eigenschaften gefüllt, das denjenigen, die es trinken, hilft, und Frauen fruchtbar macht. 